# Karl Otto Dehnert
Karl Otto Dehnert (* 1. Januar 1919 in Barmen; † 26. Oktober 2004 in Wuppertal) war ein deutscher Kommunalpolitiker der Freien Demokratischen Partei.

## Leben
Dehnert, von Beruf Fabrikant, gehörte von 1965 bis 1989 dem Rat der Stadt Wuppertal an. Er war von 1961 bis 1964 und erneut von 1975 bis 1984 Bürgermeister seiner Heimatstadt.

## Ehrungen
1973 erhielt er das Bundesverdienstkreuz 1. Klasse, 1984 erfolgte eine Höherstufung mit dem Großen Bundesverdienstkreuz. 1976 wurde ihm der Ehrenring der Stadt Wuppertal verliehen. Am 29. November 2007 hat der Wuppertaler Oberbürgermeister Peter Jung feierlich im Stadtteil Oberbarmen die Karl-Otto-Dehnert-Straße benannt.